# Ialdabaoth
Ialdabaoth, Jaldabaoth sau Ildabaoth este o zeitate rea și creatoare a lumii materiale în diferite secte și mișcări gnostice, uneori reprezentată ca un șarpe teriomorf, cu cap de leu. Este considerat Demiurgul și zeul fals care ține sufletele prinse în corpuri fizice, închise în universul material. Numele este probabil derivat din expresia aramaică yaldā bahôt (aramaică ילדא בהות), care înseamnă „descendent al Haosului” sau „fiu al Haosului”.

## Rolul în gnosticism

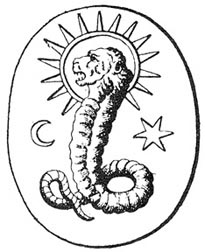
O divinitate serpentină cu față de leu găsită pe o bijuterie gnostică în L'antiquité expliquée et représentée en figures a lui Bernard de Montfaucon poate fi o reprezentare a Demiurgului.

Gnosticismul a apărut la sfârșitul secolului I d.Hr. în sectele evreiești și creștine timpurii nerabinice. În formarea creștinismului, diferite grupuri sectare, etichetate „gnostici” de către adversarii lor, au accentuat cunoașterea spirituală (gnoza) a scânteii divine din interior, mai degrabă decât credința (pistis) în învățăturile și tradițiile diferitelor comunități de creștini. Gnosticismul prezintă o distincție între Dumnezeul cel mai înalt, incognoscibil, și Demiurgul, „creatorul” universului material. Gnosticii considerau că partea cea mai esențială a procesului de mântuire este această cunoaștere personală, în contrast cu credința în autoritatea ecleziastică.
În gnosticism, șarpele biblic din Grădina Edenului a fost lăudat și i s-a mulțumit pentru că a adus cunoaștere (gnoză) lui Adam și Eva și, prin urmare, i-a eliberat de sub controlul răufăcătorului Demiurg. Doctrinele creștine gnostice se bazează pe o cosmologie dualistă care implică conflictul etern între bine și rău și o concepție despre șarpe ca salvator eliberator și dăruitor de cunoaștere omenirii, opus Demiurgului sau zeului creator, identificat cu Dumnezeul ebraic din Vechiului Testament. Creștinii gnostici îl considerau pe Dumnezeul ebraic al Vechiului Testament ca pe zeul rău, fals și creatorul universului material, iar pe Dumnezeul Necunoscut al Evangheliilor, tatăl lui Isus Hristos și creatorul lumii spirituale, drept Dumnezeu adevărat și bun. În sistemele arhontic, setian⁠(d) și ofit, Ialdabaoth (Iahve) este privit ca Demiurgul răuvoitor și zeul fals al Vechiului Testament care a generat universul material și ține sufletele prinse în corpuri fizice, închise în lumea plină de durere și suferință pe care a creat-o.
Totuși, nu toate mișcările gnostice l-au considerat pe creatorul universului material ca fiind în mod inerent rău sau răuvoitor. De exemplu, valentinienii⁠(d) credeau că Demiurgul este doar un creator ignorant și incompetent, încercând să modeleze lumea cât de bine poate, dar lipsit de puterea potrivită de a-și menține bunătatea. Ei au fost considerați eretici de către Părinții Bisericii timpurii proto-ortodocși.
Ialdabaoth este menționat în principal în scrierile arcontice, setiene și ofite ale literaturii gnostice, dintre care majoritatea au fost descoperite în biblioteca Nag Hammadi. În Apocrifa lui Ioan, „Ialdabaoth” este primul dintre cele trei nume ale arhontelui dominator, împreună cu Saklas și Samael⁠(d). În Pistis Sophia și-a pierdut pretenția de a conduce și, în adâncurile haosului, împreună cu 49 de demoni, torturează suflete profanatoare într-un torent arzător de smoală. Aici el este un arhonte cu față de leu, jumătate flacără, jumătate întuneric. Ialdabaoth apare ca un înger răzvrătit atât în Evanghelia apocrifă a lui Iuda, cât și în lucrarea gnostică Ipostasul arhonilor (Natura arhonților). În unele dintre aceste texte gnostice, Ialdabaoth este mai mult identificat cu zeul roman antic Saturn.

## Cosmogonie și mituri ale creației
Ialdabaoth este fiul Sofiei, personificarea înțelepciunii în gnosticism, cu care se luptă. Îndreptându-se creativ către materie în bunătate și simplitate, Sophia l-a creat pe imperfectul Ialdabaoth, fiul Haosului, fără știrea celorlalți eoni. De la mama sa a primit puterile luminii, dar le-a folosit pentru rău. Sophia stăpânește peste Ogdoa, Demiurgul peste Hebdoma. Ialdabaoth a creat încă șase arhonți și alți semeni. Îngerii pe care i-a creat s-au răzvrătit împotriva lui Ialdabaoth. Pentru a menține îngerii supuși, Ialdabaoth a generat universul material.
Totuși, în actul creației, Ialdabaoth s-a golit de puterea sa supremă. Când Ialdabaoth a suflat suflet în primul om, Adam, Sofia (Sophia) i-a insuflat scânteia divină a spiritului. După materie, Ialdabaoth a produs spiritul șarpelui (Ofiomorfos), care este originea tuturor relelor. Lumina fiind Sophia a provocat căderea omului prin șarpe. Mâncând fructul interzis, Adam și Eva s-au iluminat și s-au îndepărtat de Ialdabaoth. În cele din urmă, Ialdabaoth i-a expulzat din regiunea eterică, Paradisul, ca pedeapsă.
Ialdabaoth a încercat continuu să priveze ființele umane de darul scânteii de lumină pe care el o pierduse fără să vrea din cauza lor sau să le țină în robie. Ca pedepse, el a încercat să facă omenirea să-l recunoască drept singurul Dumnezeu. Din cauza lipsei lor de închinare, el a provocat Potopul asupra rasei umane, în care Sophia l-a salvat pe Noe. Ialdabaoth a făcut un legământ cu Avraam, în care acesta era obligat să-l slujească împreună cu descendenții săi. Profeții biblici trebuiau să proclame gloria lui Ialdabaoth, dar în același timp, sub influența Sophiei, ei le-au amintit oamenilor de originea lor superioară și s-au pregătit pentru venirea lui Hristos. La instigarea Sophiei, Ialdabaoth a aranjat generarea lui Isus prin Fecioara Maria. Pentru proclamarea sa, el l-a folosit pe Ioan Botezătorul. În momentul botezului organizat de Ialdabaoth, Sophia a luat trupul lui Isus și prin acesta i-a învățat pe oameni că destinul lor este Împărăția Luminii (lumea spirituală), nu Împărăția Întunericului (universul material). Abia după botezul său, Isus a primit puteri divine și a putut săvârși minuni. Dar din moment ce Isus i-a distrus împărăția în loc să i-o promoveze, Ialdabaoth l-a răstignit. Înaintea martiriului său, Hristos a scăpat din învelișul trupului și s-a întors în lumea spirituală.

## În cultura populară
- Ialdabaoth este numele pe care Anatole France îl dă lui Dumnezeu în romanul său din 1914, Revolta îngerilor[15]
- În povestirea lui H.P. Lovecraft The Horror at Red Hook (1925), Robert Suydam îl invocă pe Yaldabaoth (pe numele Samaël⁠(d)) pe lângă Sephiroth și Ashmodai.[16]
- În proiectul de scriere colaborativă al Fundației SCP (2008-prezent), Yaldabaoth este o figură proeminentă în mitologiile Sarkicism și Mekhanism, două religii antice din nordul Asiei și Grecia miceniană. În sarkicism, Yaldabaoth (cunoscut și sub numele de „Važjuma”) este puterea principală din univers cu șase arhonți care au provocat mai multe încercări împotriva profetului sarkic, Ion, care el însuși a ajuns la divinitate după ce i-a depășit. Scopul sarkiților este să-l depășească și să-l distrugă pe Yaldabaoth și să se alăture Marelui Karcist Ion în țara lor sfântă, „Adí-üm”.[17] În Mekhanism, Yaldabaoth era un zeu din carne sălbatică prins în țeapă pe corpul unui zeu mecanic înțelept numit Mekhane (cunoscut și sub numele de Zeul Frânt), al cărui sacrificiu a permis omenirii să avanseze tehnologic. Scopul mekhaniților este de a colecta și reasambla părțile rupte ale lui Mekhane și de a se opune sarkiților din cauza asocierii cu „Carnea”, Yaldabaoth. [18]
- În jocul video Persona 5⁠(d) (2016), Yaldabaoth este o ființă răuvoitoare care apare sub forma Sfântului Graal: o comoară cu amintiri creată din dorința umanității de ordine și control. Antagonistul principal al jocului, Yaldabaoth conduce conspirația pentru a da putere politică lui Masayoshi Shido și îi sponsorizează pe Phantom Thieves of Hearts pentru a vedea care este mai puternic: salvarea lumii sau dorința lui Goro Akechi⁠(d) de a distruge și recrea lumea.[19]
- În jocul video Assassin's Creed Valhalla (2020), numele lui Yaldabaoth, Saklas și Samael sunt menționate ca membri individuali ai Isu, o specie străveche și foarte avansată. Cunoscută drept „Tatăl Înțelegerii”, „Mama Înțelepciunii” și respectiv, „Vocea Sacră”, triada este responsabilă pentru etapele incipiente ale Proiectului Anthropos, și anume crearea umanității.[20][21]